# Gare de la Bastille

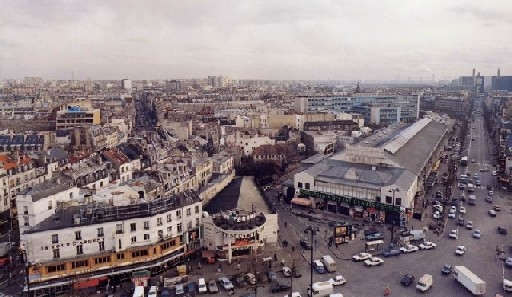
Letecký pohled na nádraží

Gare de la Bastille (česky Nádraží Bastily) byla železniční stanice v Paříži. Nacházela se ve 12. obvodu mezi ulicemi Rue de Lyon a Rue de Charenton a přiléhala k jihovýchodní části Place de la Bastille. Nádraží bylo otevřeno v roce 1859 a uzavřeno v roce 1969. Budova byla stržena v roce 1984, aby zde mohla být postavena budova Opéra Bastille otevřená v roce 1989.

## Historie
Výstavba železniční tratě do Vincennes začala v roce 1855. Nádražní budovu navrhl architekt François-Alexis Cendrier, který je autorem rovněž nedalekého Lyonského nádraží. Konečná stanice byla zprovozněna spolu s linkou 22. září 1859 za přítomnosti císaře Napoleona III. Linka vedla původně pouze do Vincennes a v roce 1872 byla rozšířena do Sucy-en-Brie, roku 1874 do Boissy-Saint-Léger, o rok později do Brie-Comte-Robert. Nakonec v roce 1892 byla protažena až do Verneuil l'Étang, kde se napojovala na trať do Mulhouse.
14. prosince 1969 byla stanice uzavřena a úsek do Vincennes zrušen. Některé části tratě byly v roce 1974 využity pro linku RER A.
Samotné nádraží bylo od té doby využíváno pro výstavy všeho druhu (např. i pro nejdůležitější francouzský veletrh umění FIAC). V roce 1984 byla budova stržena a na jejím místě byla postavena Opéra Bastille.
Budova byla 250 m dlouhá a 30 metrů široká. Konečný úsek trati vedl po viaduktu, který se dnes nazývá Viaduc des Arts. Na jeho vršku a po téměř celé délce bývalé trasy byl vybudován veřejný park Promenade plantée.